# رودلف واگنر
رودلف واگنر (آلمانی: Rudolf Wagner؛ ۳۰ ژوئیهٔ ۱۸۰۵ – ۱۳ مهٔ ۱۸۶۴) یک پزشک و دانشمند در زمینه فیزیولوژی و کالبدشناسی اهل آلمان بود.
وی یکی از دو کاشف «وزیکول ژرمینال» است و پژوهش‌های مهمی در بارهٔ گانگلیون، انتهاهای عصب محیطی و دستگاه عصبی سمپاتیک انجام داده‌است.